# Mara Fullin
Mara Fullin (Venezia, 13 gennaio 1965) è un'ex cestista e allenatrice di pallacanestro italiana.
Nel 2015 viene eletta dalla Federazione Italiana Pallacanestro membro della Italia Basket Hall of Fame, nella categoria atlete.
È cofondatrice e vicepresidente dell'associazione no profit L.I.B.A. (Legends International Basketball Association).

## Carriera

### Giocatrice
Ha iniziato a giocare ad otto anni, a Venezia, nella società Laetitia; in seguito è passata a Mestre, con lo Junior Basket San Marco.

#### Club
In Serie A ha militato con l'A.S. Vicenza e la Pool Comense, con le quali ha vinto 15 Scudetti, 7 Coppe dei Campioni, 4 Coppe Italia, una Adidas Supercup, un mondiale per Club e 3 Scudetti giovanili.

#### Nazionale
Con la Nazionale vanta 199 presenze e 2.296 punti realizzati.
Si è ritirata nel 1998.

### Allenatrice
È stata, nel 2000, coach della nazionale femminile.
Ha ricoperto anche il ruolo di Team manager della nazionale.
Attualmente lavora e risiede a Cesena, dove allena le ragazze del Virtus Cesena 2010.
Dal 2017 è inoltre maestro federale di Nordic Walking.

## Palmarès
- Campionato italiano: 15
Vicenza: 1981-82, 1982-83, 1983-84, 1984-85, 1985-86, 1986-87, 1987-88; Como: 1990-91, 1991-92, 1992-93, 1993-94, 1994-95, 1995-96, 1996-97, 1997-98
- Coppe dei Campioni: 7
Vicenza 1983, 1985, 1986, 1987, 1988; Como: 1994, 1995
- Coppa Italia: 4
Como: 1993, 1994, 1995, 1997
- Supercoppa Italiana: 2
Como: 1996, 1998